# Jekaterina Lobysjeva
Jekaterina Aleksandrovna Lobysjeva (Russisch: Екатери́на Алекса́ндровна Ло́бышева) (Kolomna, 13 maart 1985) is een Russisch voormalige langebaanschaatsster die gespecialiseerd was op de korte- en middellange afstanden (500, 1000 en 1500 meter).

## Biografie
In het seizoen 2005/06 nam Lobysjeva voor het eerst deel aan het EK allround, ze werd na goede resultaten op de korte afstanden (eerste op de 500m, vierde op de 1500m) zesde in het eindklassement. Ze kwam ook uit op het WK allround van 2006 waar ze ondanks haar goede 500m (tweede) niet wist te kwalificeren voor de afsluitende vierde afstand. Ze werd dertiende in het klassement. In datzelfde seizoen won ze drie wereldbekerwedstrijden op de 1500m in de B-groep. Ze plaatste zich voor de 1000 en 1500 meter op de Olympische Winterspelen van Turijn. Ze werd daarop respectievelijk elfde en zesde, in de ploegenachtervolging won ze de bronzen medaille met Jekaterina Abramova, Varvara Barysjeva, Galina Lichatsjova en Svetlana Vysokova.
Bij het EK allround van 2007 werd Lobysjeva, mede dankzij een derde plaats op de 500m, dertiende in het eindklassement. Ze nam dat seizoen voor de tweede keer deel aan het WK allround en eindigde evenals in 2006 op de dertiende plaats in het klassement.
Op het EK allround van 2008 eindigde ze (in haar woonplaats Kolomna) op de tiende plaats. Op de 500m werd ze evenals in 2006 weer eerste. Ze wist zich dankzij deze klassering weer te plaatsen voor het WK allroundtoernooi en eindigde deze keer op de veertiende plaats in het klassement.
In 2009 was ze deelneemster bij de WK afstanden (7e op de 1000, 6e op de 1500 meter) en de WK sprint (19e in het klassement).
Op het EK allround van 2010 eindigde ze als vierde en op het WK allround eindigde net als in 2008 op de veertiende plaats in het klassement.
Op 22 februari 2014 won ze samen met Graf en Skokova de bronzen medaille bij de ploegenachtervolging in Sochi tijdens de Olympische winterspelen. Aan de kwalificatiewedstrijden voor de Olympische Winterspelen van 2018 in Pyeongchang nam ze niet deel, vanwege familieomstandigheden kon ze niet mee trainen met de nationale ploeg.
Bij de nationale allroundkampioenschappen van 2008, 2011 en 2012 werd ze kampioene in 2013 werd ze derde.

## Persoonlijke records
| Afstand    | Tijd    | Datum            | Baan           |
| ---------- | ------- | ---------------- | -------------- |
| 500 meter  | 37,89   | 26 januari 2013  | Salt Lake City |
| 1000 meter | 1.14,20 | 17 november 2013 | Salt Lake City |
| 1500 meter | 1.54,09 | 16 november 2013 | Salt Lake City |
| 3000 meter | 4.08,12 | 12 februari 2011 | Calgary        |
| 5000 meter | 7.24,36 | 10 januari 2012  | Tsjeljabinsk   |

## Resultaten

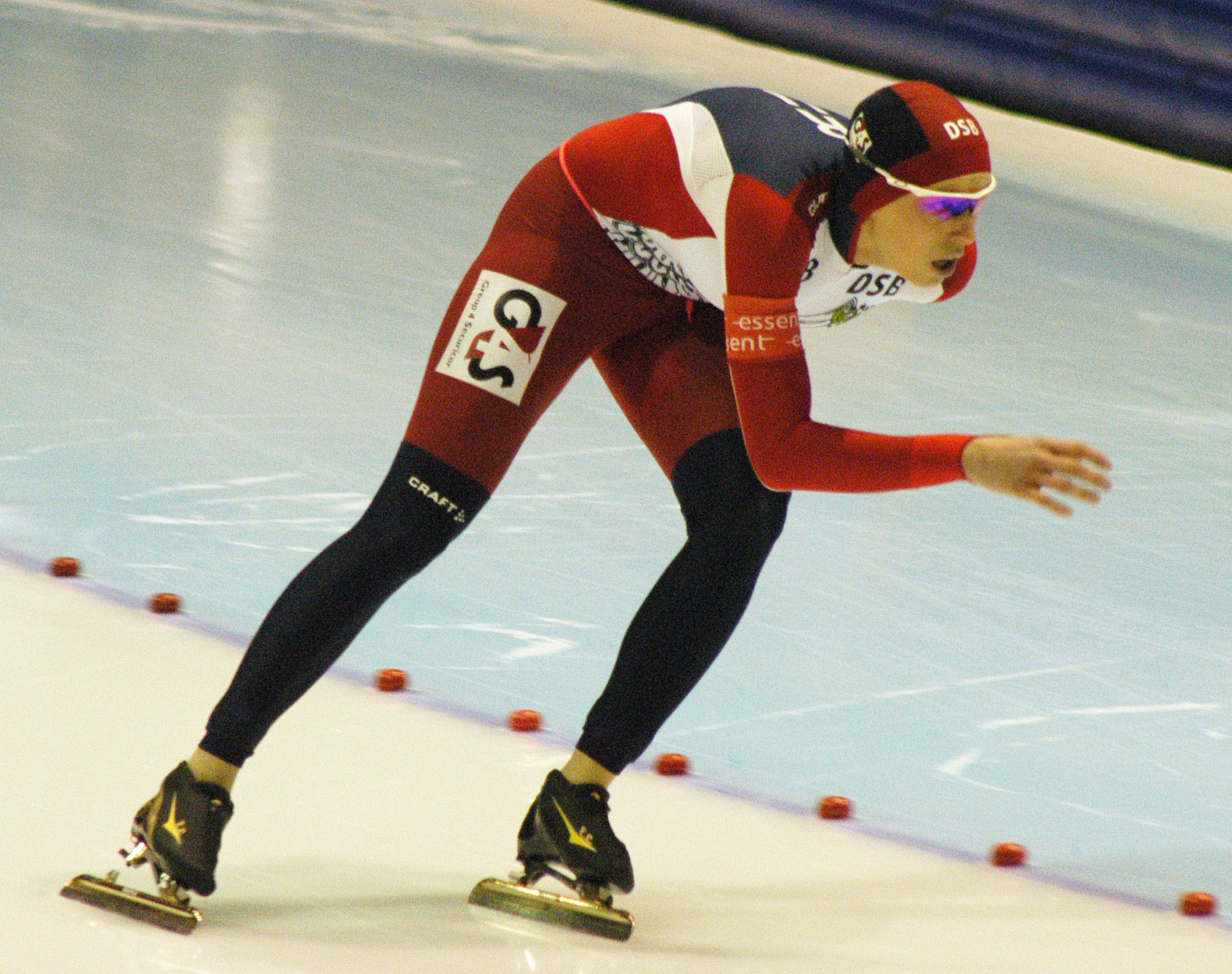
Lobysjeva tijdens wereldbekerfinale 2008

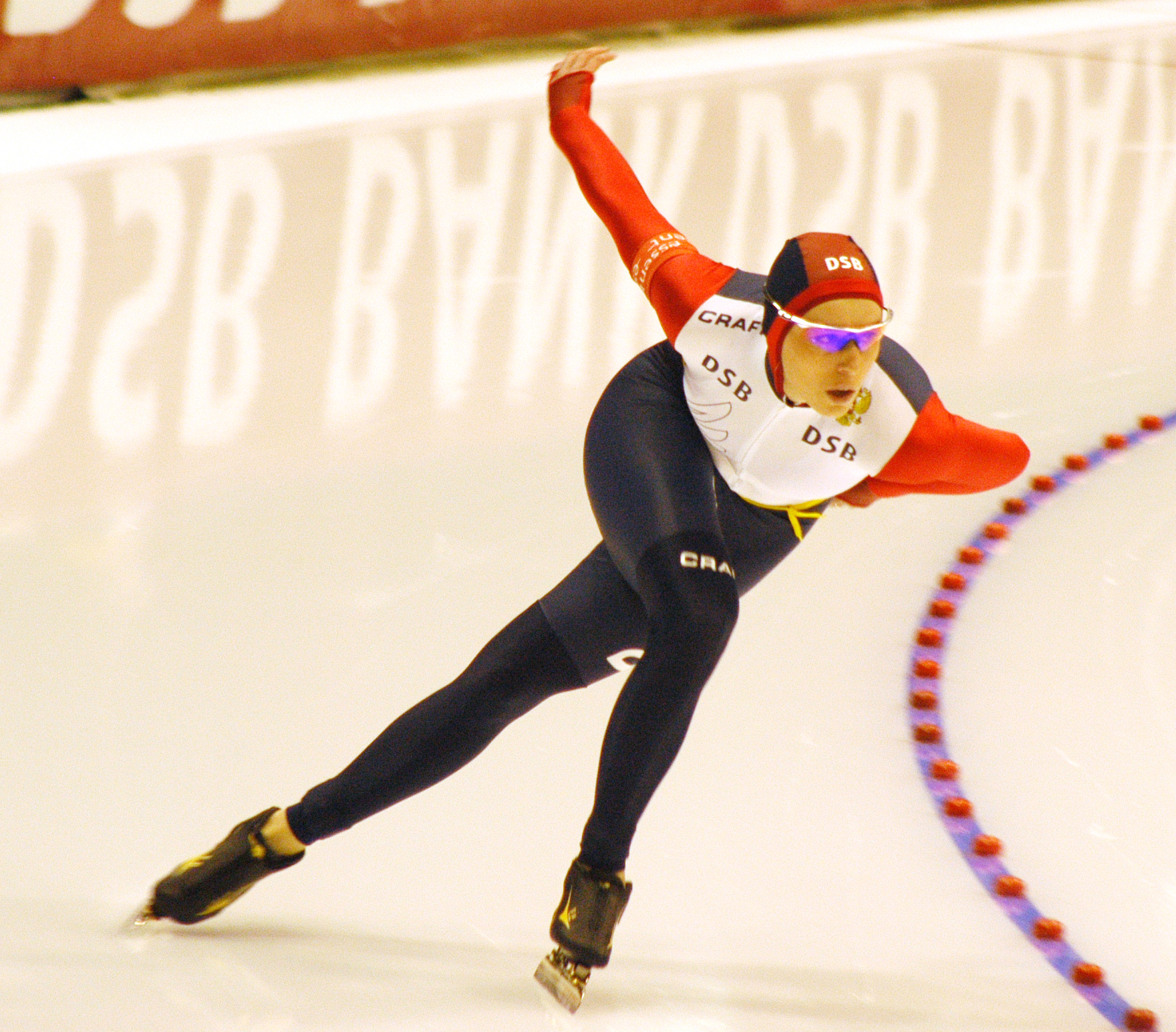
Lobysjeva tijdens wereldbeker 1500 meter (nov 2008)

| Jaar | EK Allround | EK Sprint | WK Allround | WK Sprint | WK Afstanden                          | Olympische Spelen                                  | WK Junioren           |
| ---- | ----------- | --------- | ----------- | --------- | ------------------------------------- | -------------------------------------------------- | --------------------- |
| 2002 |             |           |             |           |                                       |                                                    | 15e 07e achtervolging |
| 2003 |             |           |             |           |                                       |                                                    | 11e 07e achtervolging |
| 2004 |             |           |             |           |                                       |                                                    | 07e 05e achtervolging |
|      |             |           |             |           |                                       |                                                    |                       |
| 2006 | 6e          |           | NC13        |           |                                       | 11e 1000m · 06e 1500m · 0 achtervolging            |                       |
| 2007 | 13e         |           | NC13        | 13e       |                                       |                                                    |                       |
| 2008 | 10e         |           | NC14        |           |                                       |                                                    |                       |
| 2009 |             |           |             | 19e       | 07e 1000m 06e 1500m                   |                                                    |                       |
| 2010 | 4e          |           | NC14        |           |                                       | 28e 1000m 11e 1500m 07e achtervolging              |                       |
| 2011 | 6e          |           | NC13        | 15e       | 09e 1000m 10e 1500m 06e achtervolging |                                                    |                       |
| 2012 | NC13        |           | 10e         |           | 05e 1500m 04e achtervolging           |                                                    |                       |
| 2013 | NC13        |           |             | 12e       | 10e 1000m 14e 1500m 05e achtervolging |                                                    |                       |
| 2014 |             |           |             |           |                                       | 25e 500m · 20e 1000m · 08e 1500m · 0 achtervolging |                       |
|      |             |           |             |           |                                       |                                                    |                       |
| 2017 |             | NS3       |             |           | 09e 1000m 11e 1500m                   |                                                    |                       |

### Medaillespiegel
| Kampioenschap     | Goud | Zilver | Brons |
| ----------------- | ---- | ------ | ----- |
| Olympische Spelen | 0    | 0      | 2     |